# Farida Benyahia
Pour les articles homonymes, voir Benyahia.
 (mai 2021).
Farida Benyahia est une magistrate algérienne et présidente du Conseil d'État de l'Algérie.
Elle est nommée en 2019 par le président Abdelmadjid Tebboune,,. Benyahia est connue pour son intégrité, loin des personnalités politiques influentes. Après sa prise de fonction en tant que présidente du Conseil d'État, elle déclare qu'elle ira chercher les fonds et les récupérer,.

## Carrière
La carrière de Benyahia débute en 1975 en occupant notamment des postes de procureur au tribunal de Constantine, de conseiller du président de la chambre du tribunal de Constantine et de conseillère du président du Conseil d'État avant d'être nommé présidente du Conseil en 2019.